# Sittwe
Sittwe (vroeger bekend als Akyab) is een grote havenstad, gelegen op een estuarium voor de kust bij de samenvloeiing van de rivieren de Kaladan, Myu en Lemyo, in het westen van Myanmar. De stad heeft 181.000 inwoners en is de hoofdplaats van de staat Rakhine. Het is een belangrijke export overslag voor rijst. In de Britse tijd was het een oorlogshaven.